# 黛安娜·里卡德
黛安娜·里卡德（英語：Diana Rickard，1953年10月5日—），生于悉尼，澳大利亚女子游泳运动员。她曾代表澳大利亚参加1970年英联邦运动会游泳比赛，获得女子200米个人混合泳铜牌。